# Акшалов, Мерей Толегенович
Мерей Толегенович Акшалов (каз. Мерей Төлегенұлы Ақшалов, род. 8 мая 1988, Мынбулак, Аягузский район, Семипалатинская область, Казахская ССР) — казахстанский боксёр-любитель, чемпион мира (2013) и Азии (2013). Заслуженный мастер спорта Республики Казахстан. Обладатель звания «Спортсмен года-2013» (Казахстан). Лучший боксер Азии (2013). Старший брат боксёра-профи Мейирима Нурсултанова.

## Биография
2004 — чемпион Казахстана среди кадетов и  чемпион Азии среди кадетов. 
2005 — чемпион Казахстана среди молодежи. 
2007 — финалист Спартакиады народов Казахстана.
2008 — в феврале в финале традиционного международного турнира по боксу класса “А” в Пловдиве (Болгария) Мерей выиграл у чемпиона мира-2005 из Кубы Угаса Эрнандеса Йордениса и получил приз лучшего боксера турнира.
В марте на  международном турнире «Кубок Президента РК» 19-летний боксёр сенсационно выиграл в финале у бронзового призёра Олимпиады-2004 в Афинах Серика Елеуова и завоевал путёвку на Олимпиаду-2008 в Пекине.
В августе на Олимпиаде 2008 года в Пекине выступал в весовой категории до 60 кг. В первом круге он выиграл бой у венгра Миклоша Варги, но уже в следующем круге уступил китайцу Ху Цин.
2010 — в октябре на турнире в Джэксонвилле (США) стал чемпионом мира среди военнослужащих.
2011 — Финалист WSB в составе казахстанской полупрофессиональной команды «Astana Arlans». 
2012 — чемпион Казахстана в весе до 64 кг . Чемпионат проводился в Астане и стал первым в новой истории АИБА турниром без шлемов.
В июле 2013 года стал чемпионом Азии в весе 64 кг в столице Иордании Аммане, одолев в финале монгола Уранчимэгийн Монх-Эрдэнэ. 
26 октября 2013 года стал чемпионом мира по боксу среди любителей в весовой категории до 64 кг, который проходил в Алматы, победив в финале боксера из Кубы Ясниэля Толедо со счетом 2-1 по раундам. По итогам сезона был признан Азиатской федерацией бокса «Лучшим боксёром Азии-2013». В Казахстане был назван Федерацией бокса РК «Лучшим боксёром года», а Агентством РК по делам спорта и физической культуры — «Спортсменом года-2013».
Но в 2014 году на пике карьеры завершил спортивные выступления по состоянию здоровья (проблемы со зрением).
Указом Президента Республики Казахстан награждён орденом «Құрмет» (2014).